# 333096 Brittanyenos
333096 Brittanyenos è un asteroide della fascia principale. Scoperto nel 2007, presenta un'orbita caratterizzata da un semiasse maggiore pari a 2,373392 UA e da un'eccentricità di 0,112678, inclinata di 1,611725° rispetto all'eclittica.